# Plantungan (Kota Blora)
Plantungan is een bestuurslaag in het regentschap Blora van de provincie Midden-Java, Indonesië. Plantungan telt 1015 inwoners (volkstelling 2010).

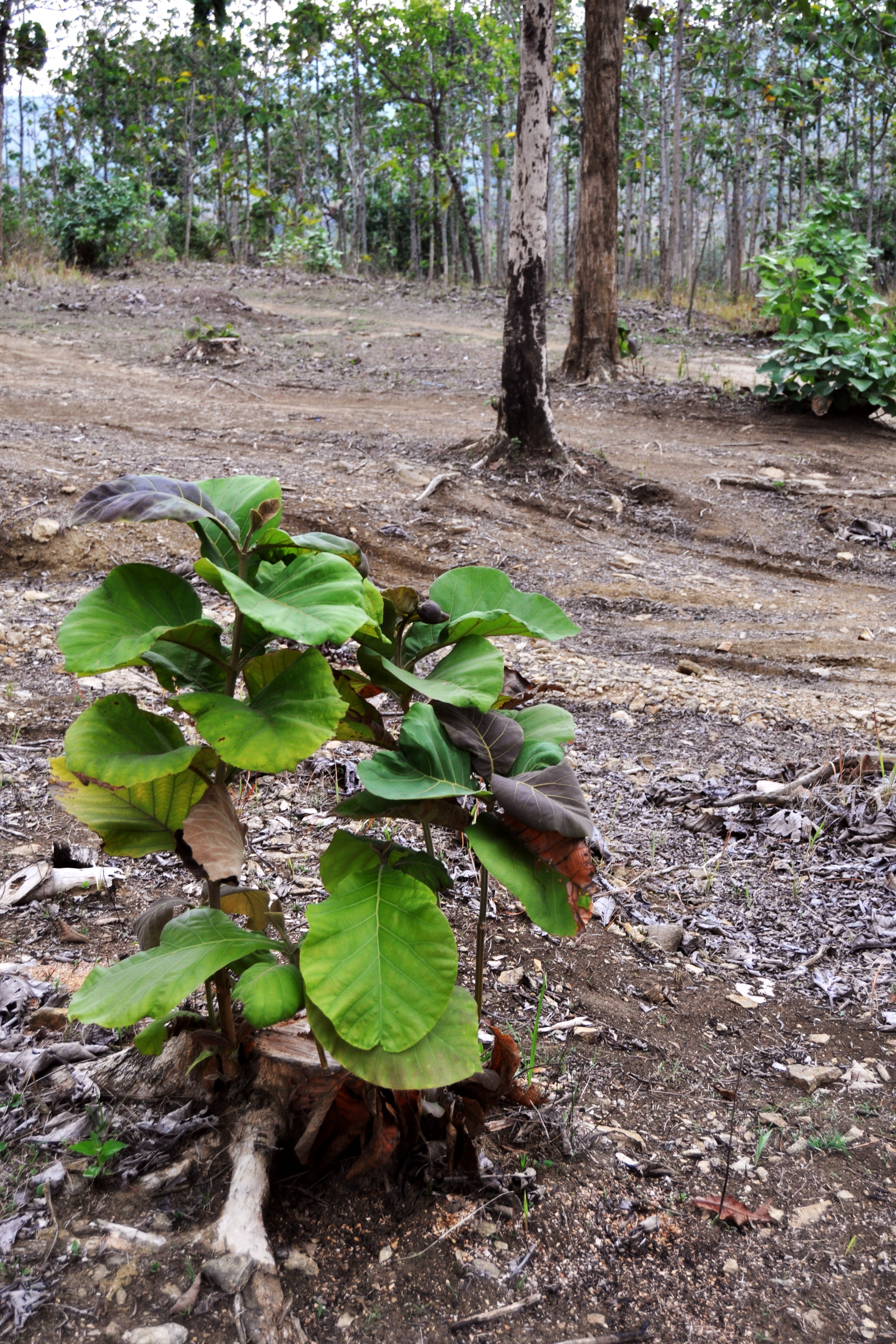
Opslag van Teak (Tectona grandis) in Desa Plantungan, Kec. Blora

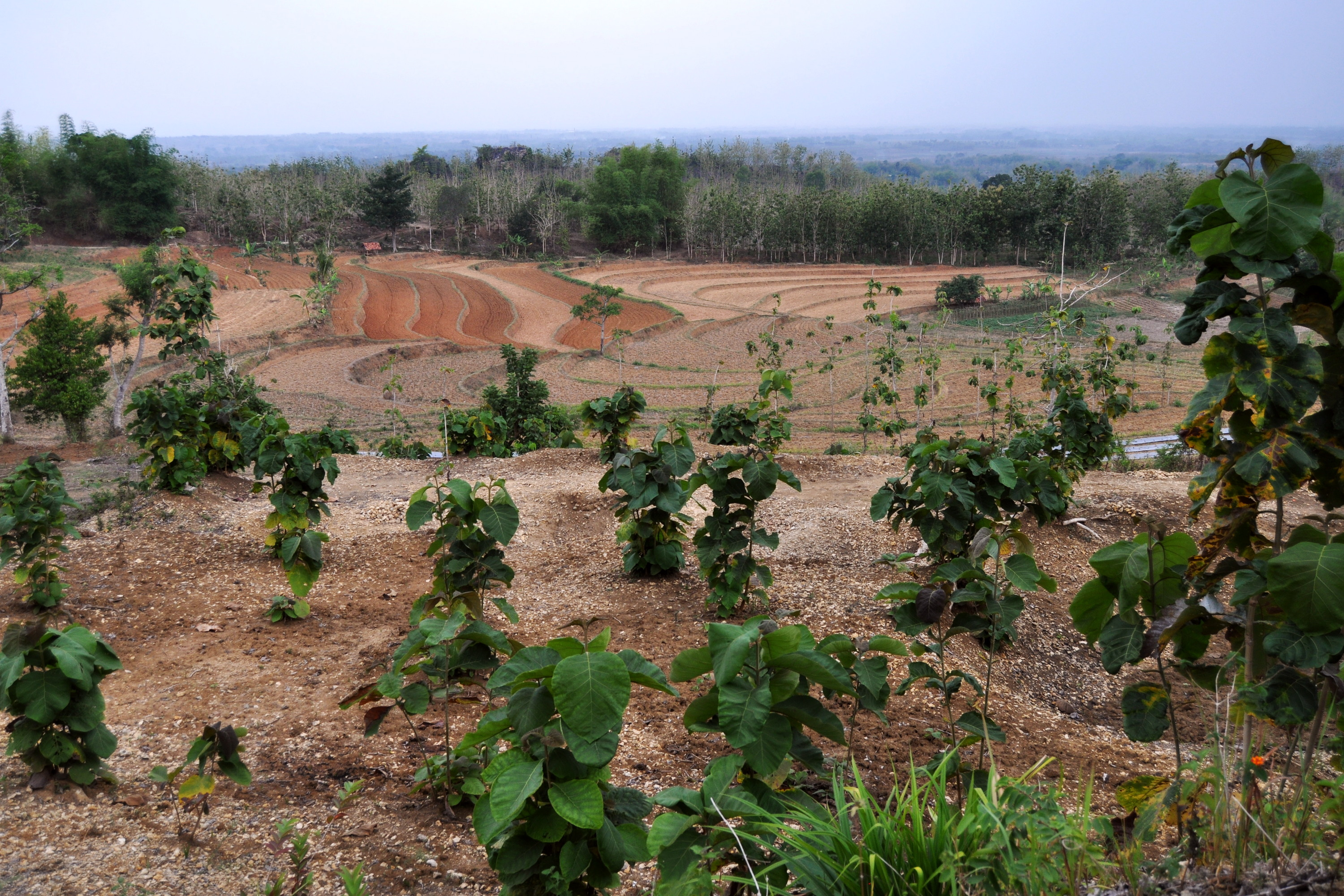
Teak (Tectona grandis) in Desa Plantungan, Kec. Blora, Kabupaten Blora
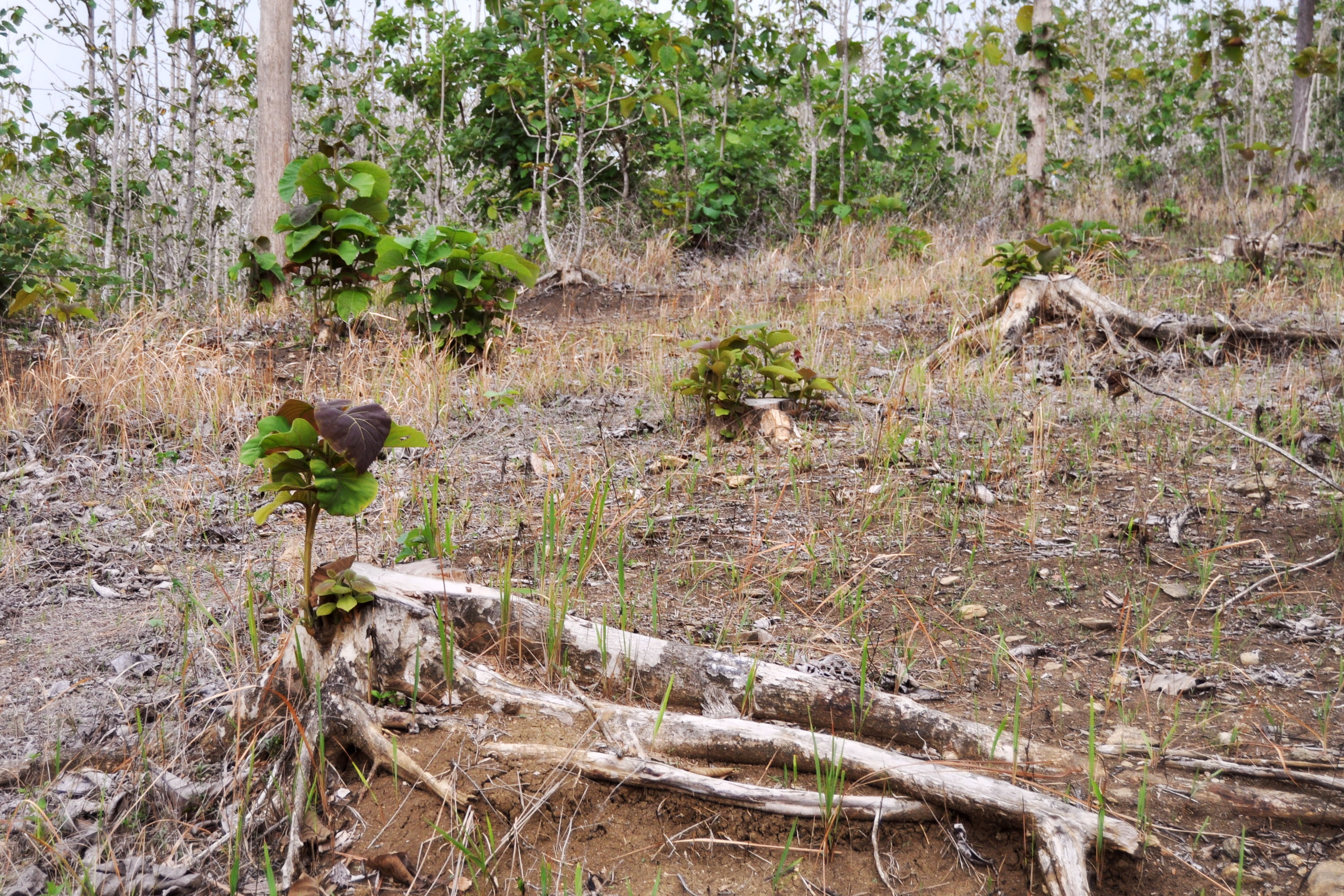
Opslag van Teak (Tectona grandis) in Desa Plantungan, Kec. Blora, Kabupaten Blora